# Scutellaria arabica
Scutellaria arabica là một loài thực vật có hoa trong họ Hoa môi. Loài này được Jaub. & Spach miêu tả khoa học đầu tiên năm 1853.